# Mexicaanse Onafhankelijkheidsoorlog
De Mexicaanse Onafhankelijkheidsoorlog was de oorlog waarin de Mexicanen hun onafhankelijkheid van Spanje bevochten. Deze oorlog begon in 1810 en eindigde in 1821, alhoewel het nog tot 1829 duurde alvorens de Spaanse regering zich bij de Mexicaanse onafhankelijkheid neerlegde.

## Voorgeschiedenis
Mexico werd sinds de Spaanse verovering in 1521 bestuurd door de Spanjaarden. Het bestuur werd gevormd door de peninsulares, Europese Spanjaarden die na hun termijn weer terugkeerden naar Spanje. De criollos (creolen) of Amerikaanse Spanjaarden begonnen zich in de achttiende eeuw te emanciperen en wilden ook gezag bekleden. Velen raakten geïnspireerd door de Amerikaanse Onafhankelijkheidsoorlog (1776) en de Franse Revolutie (1789). Hier en daar braken opstootjes uit en er werden geheime genootschappen tegen de Spaanse overheersing gevormd. In 1808 werd Spanje bezet door Napoleon Bonaparte, die zijn broer Jozef Bonaparte op de troon installeerde. De vicekoning van Nieuw-Spanje José de Iturrigaray wilde hiervan gebruikmaken door een mate van zelfbestuur in zijn kolonie in te voeren. Deze plannen werden echter voortijdig afgebroken door een staatsgreep van de peninsulares. Dit betekende het eind van de geloofwaardigheid van het koloniale bestuur. Conservatieven, bang om geregeerd te worden door een liberale Bonaparte, en liberalen sloten de handen ineen.

## Hidalgo

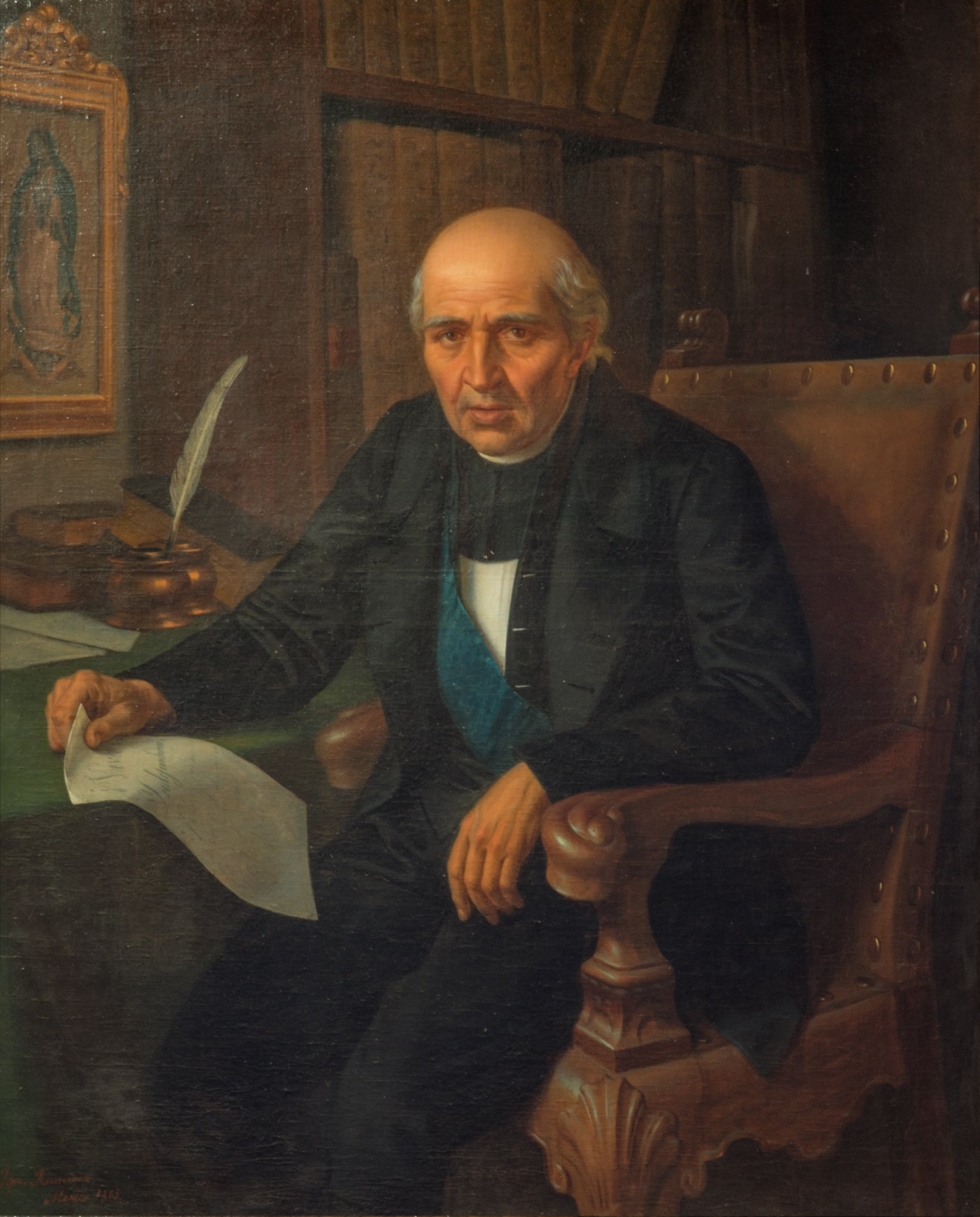
Don Miguel Hidalgo

Op 16 september 1810 riep Miguel Hidalgo, priester in het stadje Dolores, op tot onafhankelijkheid. Deze gebeurtenis staat bekend als Grito de Dolores. Hidalgo was priester, maar stond bekend om zijn liberale opvattingen. De opstandelingen van Hidalgo wisten snel enkele successen te boeken. Zo namen zij de lokale hoofdstad Guanajuato in en naderden Mexico-Stad. Hidalgo had zijn opstand echter overhaast moeten beginnen omdat zijn plannen ontdekt waren door de koloniale regering, waardoor hij niet voldoende slagkracht kon verzamelen om de Spanjaarden te verslaan. In 1811 werd hij door Spaanse troepen gevangengenomen en ter dood gebracht.

## Morelos

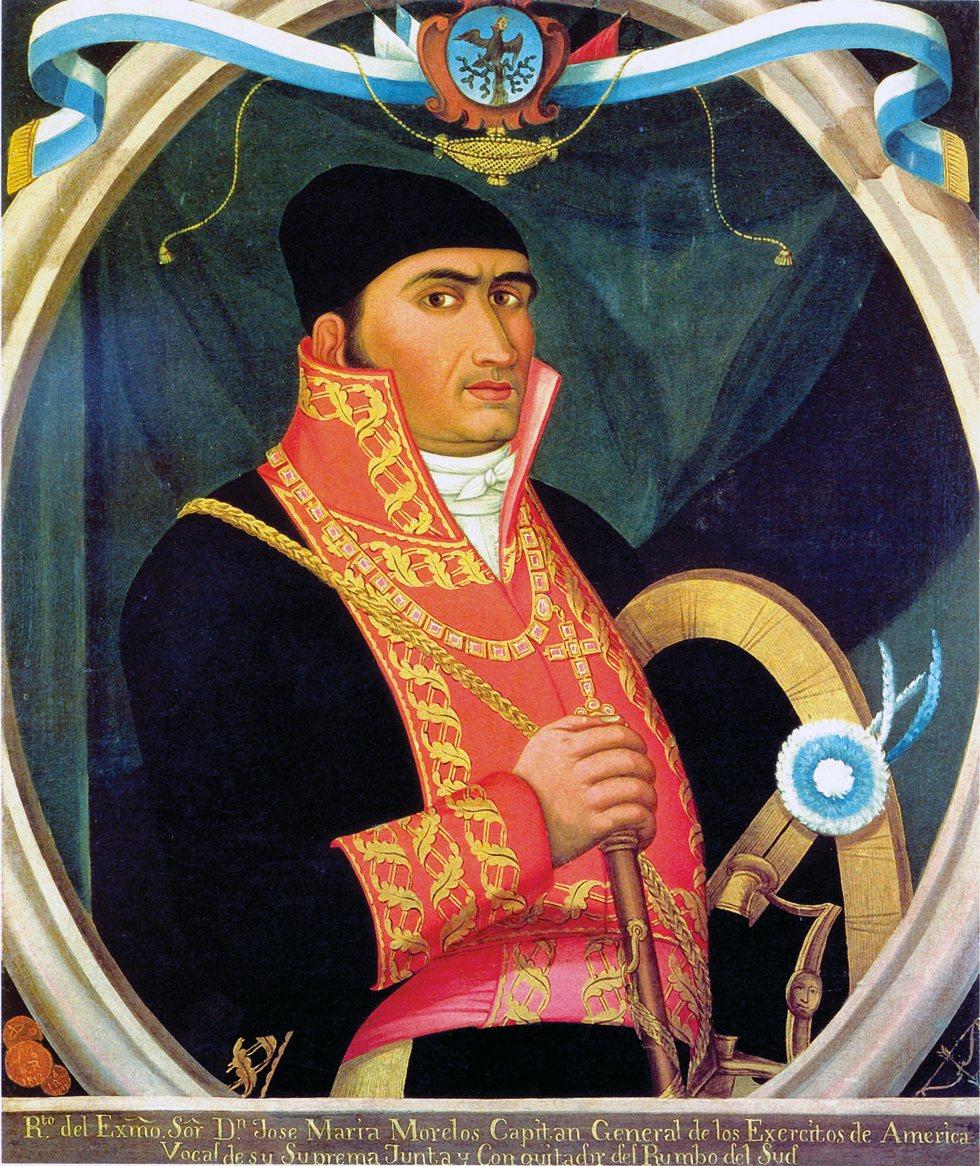
José María Morelos

Na Hidalgo's dood nam José María Morelos het leiderschap van de opstand over. Morelos was net als Hidalgo een priester, maar in tegenstelling tot zijn voorganger was hij een mesties. Hij was een briljant strateeg en bewonderaar van Napoleon. Naar verluidt heeft Napoleon ooit over hem gezegd: "Geef me drie mannen als Morelos en ik zou de hele wereld kunnen veroveren." Morelos wist bijna geheel Centraal-Mexico in te nemen. Morelos gaf ook de politieke kant van de strijd meer invulling. Hij stelde een officiële onafhankelijkheidsverklaring op en liet in Chilpancingo een eerste grondwet voor Mexico opstellen. Ook Morelos wist echter geen stand te houden. In 1815 werd hij gevangengenomen en op last van de Inquisitie gefusilleerd.

## Guerrero, Victoria en Iturbide
Na de dood van Morelos zakte de opstand in. In 1819 werd er zelfs amnestie aan de rebellen beloofd. Twee leiders zetten de strijd echter voort. Vicente Guerrero streed aan de kust van de Grote Oceaan en Guadalupe Victoria leidde een guerrillaoorlog nabij Vera Cruz. Gebeurtenissen in Spanje zouden echter de balans ten gunste van de onafhankelijkheidsstrijders laten doorslaan. In Spanje was namelijk na een staatsgreep een liberale grondwet in werking gesteld. Veel conservatieven in Mexico werden hierdoor gealarmeerd; ze hadden liever onafhankelijkheid dan een liberale grondwet. Eén zo'n conservatief was generaal Agustín de Iturbide, eropuit gestuurd om Guerrero en Victoria te verslaan. Iturbide zocht echter toenadering tot beide opstandelingen. Met zijn drieën tekenden ze het plan van Iguala, dat voorzag in een onafhankelijk Mexicaans Keizerrijk, met behoud van de rooms-katholieke religie en sociale gelijkheid voor alle groepen. De drie vormden het leger van de drie garantiën, waarbij opstandelingen uit het hele land zich aansloten. Vicekoning Juan de O'Donojú nodigde hen uit voor gesprekken. Op 24 augustus 1821 ondertekenden ze het Verdrag van Córdoba, waarbij Mexico onafhankelijk werd.

## Nasleep
Na de onafhankelijkheid was het de bedoeling dat Mexico een keizerrijk zou worden met koning Ferdinand VII van Spanje als keizer. Deze weigerde echter, net als andere Europese vorsten aan wie de kroon werd aangeboden. Hierop besloot Agustín de Ituribide zichzelf tot keizer van Mexico te laten kronen. Het keizerschap was echter geen succes. In 1823 werd Iturbide afgezet en Mexico werd een republiek.
Hoewel Mexico onafhankelijk was geworden veranderde er weinig qua sociale verhoudingen. De creolen vervingen de peninsulares als bestuurders, maar de mestiezen en Indianen bleven een ondergeschikte positie behouden. De economie was in het slop geraakt; het zou nog decennia duren voordat het enigszins hersteld was. Verder had de oorlog aan zo'n half miljoen mensen het leven gekost.
De Spaanse regering weigerde het verdrag van Córdoba te erkennen en beschouwde Mexico nog steeds als kolonie. Ze erkenden Mexico pas nadat de Mexicanen in 1829 een Spaans leger dat Mexico probeerde te heroveren wisten te verslaan.